# Quinton Hooker
Quinton Hooker (Brooklyn Park, 22 gennaio 1995) è un cestista statunitense.

## Palmarès
- Coppa di Israele: 1

Bnei Herzliya: 2022